# Diecezja Lincoln (anglikańska)
Diecezja Lincoln (ang. Diocese of Lincoln) – diecezja Kościoła Anglii w metropolii Canterbury, o granicach pokrywających się ze świeckim hrabstwem Lincolnshire. Miasto Lincoln jest stolicą biskupią od XI wieku, przy czym w czasie reformacji dotychczasowa diecezja katolicka, podobnie jak wszystkie inne w Anglii i Walii, weszła w skład Kościoła Anglii.

## Biskupi
stan na 22 stycznia 2018:
- biskup diecezjalny: Stephen Conway (z tytułem biskupa Lincoln)
- biskupi pomocniczy:
  - David Court (z tytułem biskupa Grimsby)
  - Nicholas Chamberlain (z tytułem biskupa Grantham)